# Heinrich Wilhelm Zimmermann
Heinrich Wilhelm Zimmermann (* 5. Februar 1805 in Danzig; † 15. Februar 1841 ebenda) war ein deutscher Genre- und Porträtmaler.

## Leben
Zimmermann war Schüler des Danziger Malers Michael Carl Gregorovius und siedelte 1829 nach kurzem Aufenthalt in Berlin gemeinsam mit Adolf Stövesandt nach Wien über. Von 1829 bis mindestens 1834 studiert er an der Akademie der vereinigten bildenden Künste in Wien und erhielt finanzielle Unterstützung von der Danziger Friedensgesellschaft. Um 1837/38 ist Zimmermann in Paris. Er studierte an der École des Beaux-Arts und bei Paul Delaroche. 1838 erfolgte eine Teilnahme am Pariser Salon, bevor er 1839 nach Wien zurückging, wo er ein eigenes Atelier einrichtete.

## Werke
- Der Blumenmarkt in Paris, 1839, Verbleib unbekannt
- Ein Invalide erzählt einer Kastanienhändlerin die Begebenheiten des Pont d’Arcole in Paris, 1839, Verbleib unbekannt
- Das Innere einer Alpenhütte in Obersteiermark, 1839, Verbleib unbekannt
- Alpensänger, 1839, Verbleib unbekannt